# Berç Turan
Sahak Berç Turan (* 1920 in Kahramanmaraş; † 3. August 1997) war ein türkischer Architekt und Politiker armenischer Abstammung.
Er graduierte an der TUI School of Architecture, der Fakultät für Architektur an der Technischen Universität Istanbul (İstanbul Teknik Üniversitesi Mimarlık Fakültesi). Er wurde Ingenieur für Bau und Bautechnik beim türkischen Ministerium für öffentliche Arbeiten, freischaffender Architekt, Lehrer für Mathematik und Kosmografie am Pangaltı-Gymnasium und vertraglicher Konstrukteur. Mit den Wahlen zum Senat 1961 wurde Berç Turan vom 15. Oktober 1961 bis zum 7. Juli 1964 Senator für Istanbul im Senat der Republik, als Mitglied der Gerechtigkeitspartei (Adalet Partisi, AP). Berç Turan war verheiratet und Vater dreier Kinder.
Berç Sahak Turan war in den 1960er Jahren der letzte armenisch-christliche Volksvertreter in der Türkei. Einen Nachfolger gab es danach, trotz der Annäherungsbemühungen an die EU, nicht, bis Markar Esayan (AKP), Garo Paylan (HDP) und Selina Doğan (CHP) bei der Wahl im Juni 2015 in das Parlament einzogen.